# قارچ فندقی نوکدار
قارچ فندقی نوکدار (به انگلیسی Geastrum pectinatum) از گونه‌های غیر خوراکی از سرده قارچ‌های فندقی است.